# Movilización militar

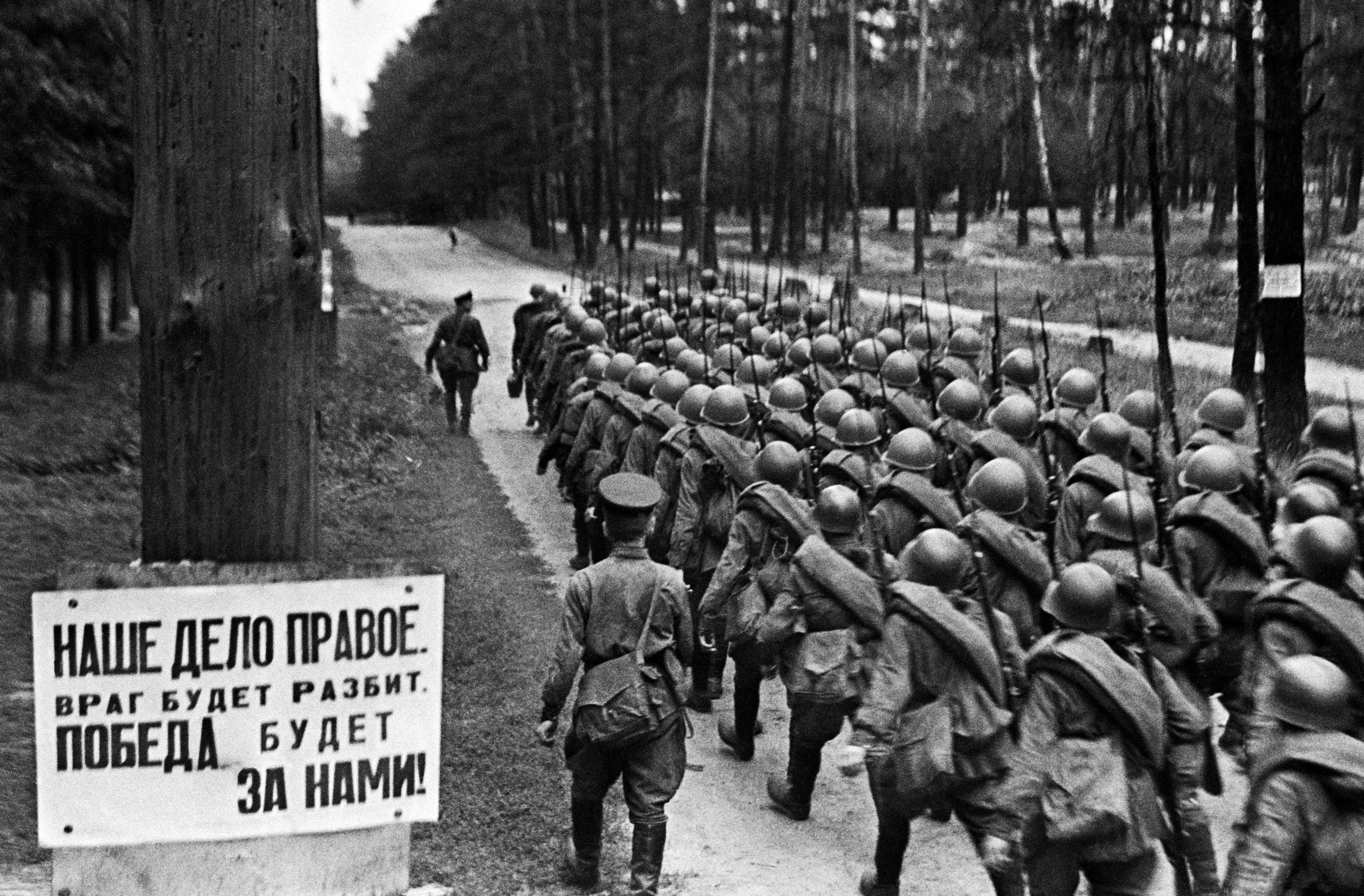
Reclutas partiendo hacia el frente durante la movilización, Moscú.

Movilización militar es la movilización de recursos disponibles (humanos, militares, industriales, agrícolas, naturales, tecnológicos, científicos, o de cualquier otro tipo) para que un país consiga su máxima capacidad militar. La movilización puede ser parcial o total según la intensidad del conflicto (guerra de baja intensidad vs guerra total). 
Estas son las medidas típicas en una movilización de un país:
- Llamar a los reservistas a filas.
- Hacer leva de ciudadanos.
- Militarizar la producción industrial.
- Aplicar el código de justicia militar entre otras medidas.

Al final de una guerra se procede a la desmovilización para volver a una economía civil.

## Movilizaciones en la Historia
- Primera Guerra Mundial: Aproximadamente se movilizaron 66.000.000 soldados (44.000.000 Aliados y 22.000.000 de los Imperios Centrales)
- Segunda Guerra Mundial: Aproximadamente se movilizaron 84.000.000 soldados.
- Guerra civil española: Aproximadamente se movilizaron 3.000.000 soldados. (1,26 millones por el bando sublevado y 1,75 por el bando republicano)